# Selkäkallio (ö i Päijänne-Tavastland)
Selkäkallio är en ö i Finland. Den ligger i sjön Portama och i kommunen Sysmä i den ekonomiska regionen  Lahtis ekonomiska region  och landskapet Päijänne-Tavastland, i den södra delen av landet, 150 km norr om huvudstaden Helsingfors. Öns area är omkring 100 kvadratmeter och dess största längd är 20 meter i nord-sydlig riktning.